# 馬哈萊山脈國家公園
马哈莱山脉国家公园（Mahale Mountains National Park）位于坦桑尼亚基戈马地区坦噶尼喀湖岸边。该公园以其边界内的馬哈萊山脈命名。该公园有几个不寻常的特征。第一，它是该国仅有的两个黑猩猩保护区之一。（另一个是附近的贡贝溪国家公园，因研究员珍·古道尔（Jane Goodall）而著名。）马哈莱山脉国家公园的黑猩猩数量是已知保护区中最大的，由于其规模和偏远，黑猩猩蓬勃发展。它也是黑猩猩和狮子共存的唯一地方。公园的另一个不寻常的特征是，它是非洲极少数必须步行的公园之一。在公园边界内没有道路或其他基础设施，公园内唯一的进出方式是在湖上乘船。
马哈莱山脉传统上由Batongwe和Holoholo人居住，1987年的人口分别为22,000人和12,500人。当马哈莱山脉野生生物研究中心于1979年成立时，这些人迁出山，为1985年开放的公园开辟了道路。这些人民对自然环境高度适应，生活对生态几乎没有影响。

## 图片

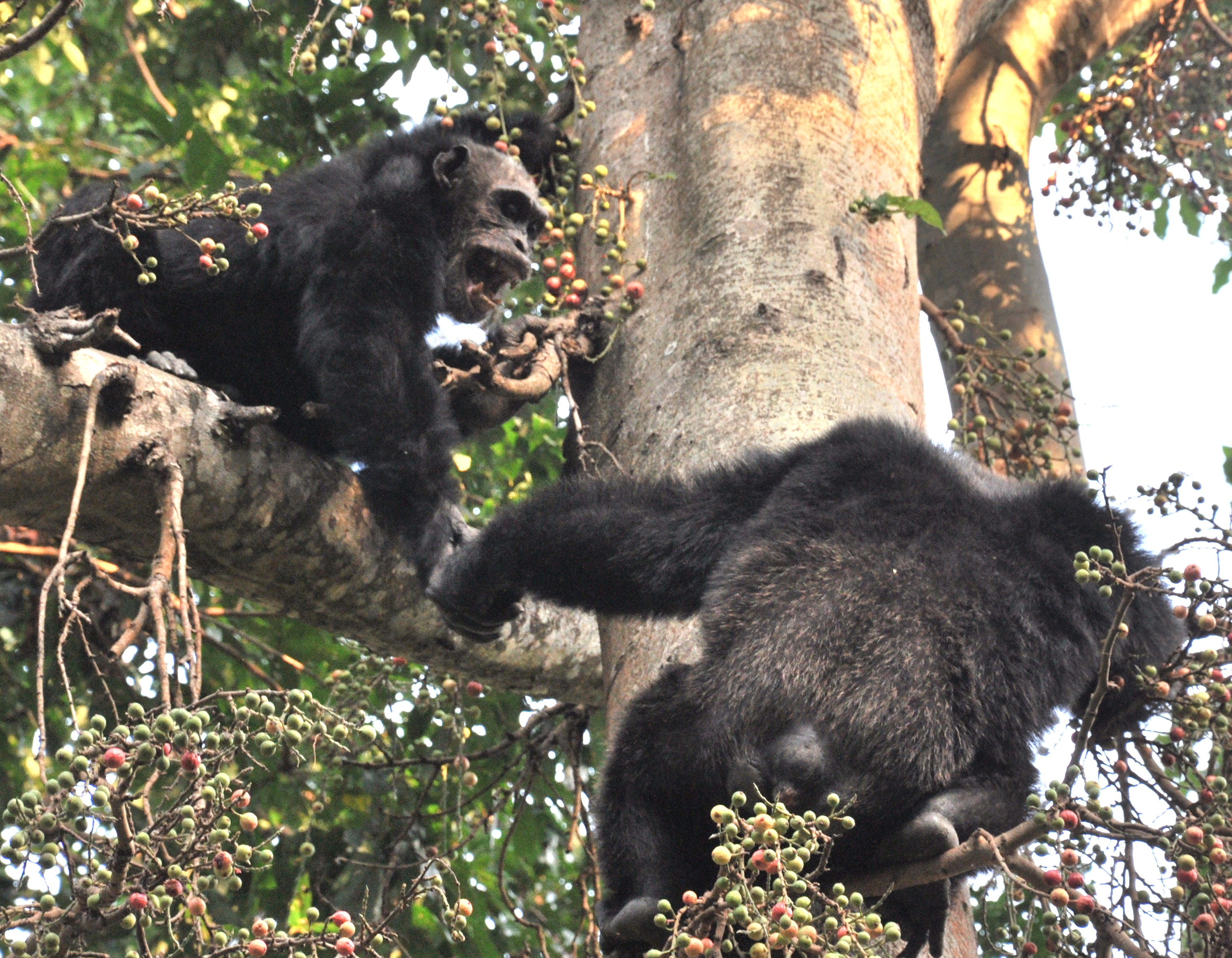
马哈莱的两只黑猩猩
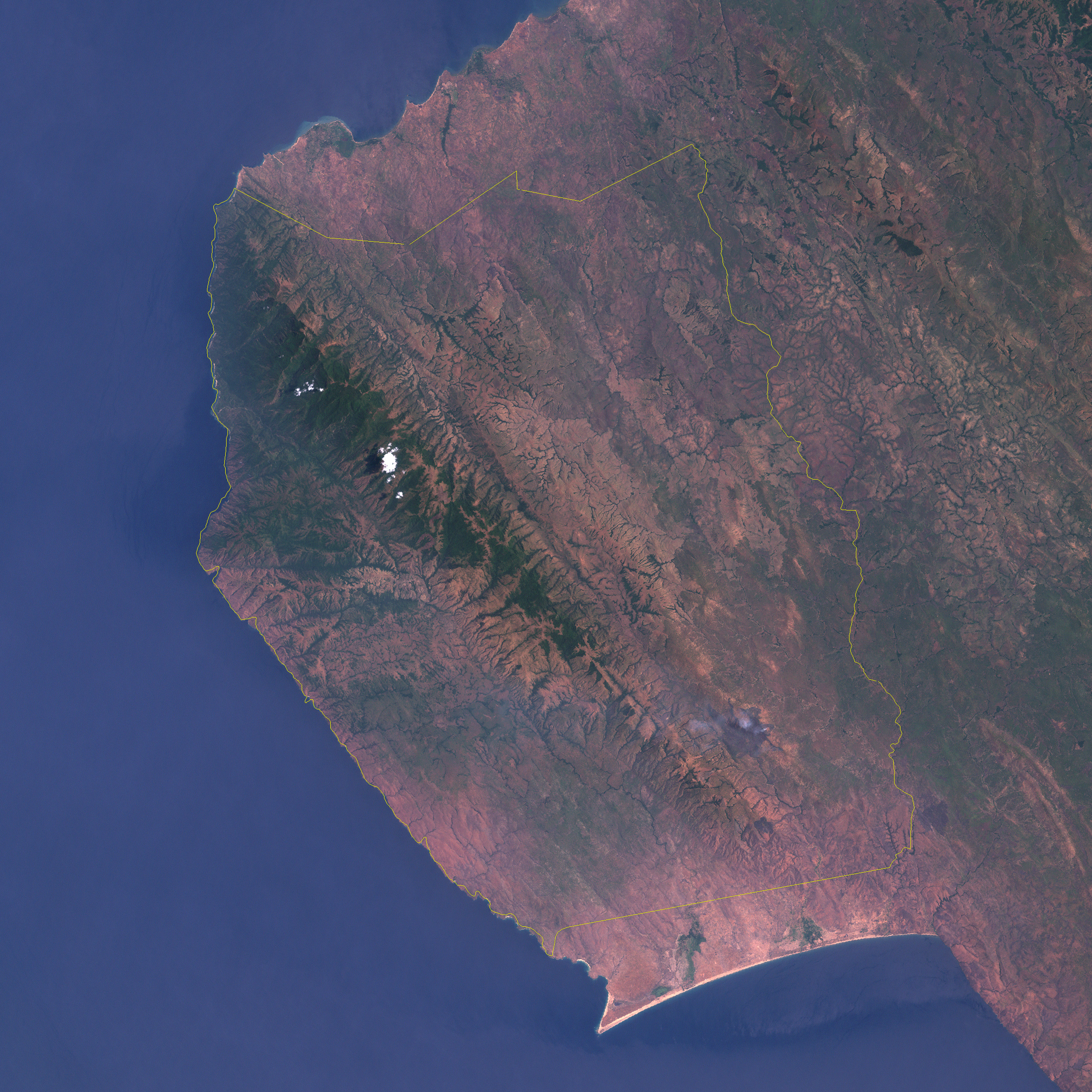
公园的卫星图像。（边框以黄色勾勒出来）